# Campeonato de España de Ciclismo en Ruta 1976
El LXXV Campeonato de España de Ciclismo en Ruta se disputó en Estella (Navarra) el 20 de junio de 1976 sobre 244 kilómetros de recorrido. 
El ganador Agustín Tamames se impuso al sprint. El vasco Miguel María Lasa y el manchego José Luis Viejo completaron el podio.
La carrera se planteó como una lucha entre los dos equipos españoles del momentoː el Super Ser y el  Kas en un recorrido largo y muy técnico. El vigente campeón, Domingo Perurena se escapó en la tercera vuelta al circuito, llegando a tener una ventaja de casi dos minutos. Pero en la quinta vuelta al circuito, las fuerzas le fallaron en la ascensión de Irache y quedó fuera de combate. Todo se decidió al esprint donde Tamames resultó ser el más listo para obtener una buena colocación y la victoria. 

## Clasificación final
| Pos. | Ciclista                 | Equipo    | Tiempo    |
| ---- | ------------------------ | --------- | --------- |
| 1.   | Agustín Tamames          | Super Ser | 6h 34'18" |
| 2.   | Miguel María Lasa        | Scic      | m.t.      |
| 3.   | José Luis Viejo          | Super Ser | m.t.      |
| 4.   | Enrique Martínez Heredia | Kas       | a 4"      |
| 5.   | Julián Andiano           | Teka      | a 9"      |
| 6.   | José Pesarrodona         | Kas       | a 12"     |
| 7.   | Vicente López Carril     | Kas       | m.t.      |
| 8.   | Ventura Díaz             | Teka      | m.t.      |
| 9.   | Pedro Torres             | Super Ser | a 17"     |
| 10.  | Andrés Oliva             | Kas       | m.t.      |